# 孙金声
孙金声（1965年01月1日—），男，江西于都人，中国油气钻井工程专家，中国工程院院士，中国石油集团高级技术专家。

## 生平
1985年，毕业于江西师范大学化学系。1988年，毕业于南开大学，获有机化学硕士学位。2006年，获西南石油大学应用化学博士学位。
2017年，当选中国工程院院士。